# Barbus
Barbus is een geslacht van eigenlijke karpers (Cyprinidae) en kent 310 soorten.

## Soorten
- Barbus ablabes (Bleeker, 1863)
- Barbus aboinensis Boulenger, 1911
- Barbus acuticeps Matthes, 1959
- Barbus afrohamiltoni Crass, 1960
- Barbus afrovernayi Nichols & Boulton, 1927
- Barbus albanicus Steindachner, 1870
- Barbus aliciae Bigorne & Lévêque, 1993
- Barbus alluaudi Pellegrin, 1909
- Barbus aloyi Roman, 1971
- Barbus altianalis Boulenger, 1900
- Barbus altidorsalis Boulenger, 1908
- Barbus amanpoae Lambert, 1961
- Barbus amatolicus Skelton, 1990
- Barbus andrewi Barnard, 1937
- Barbus anema Boulenger, 1903
- Barbus annectens Gilchrist & Thompson, 1917
- Barbus anniae Lévêque, 1983
- Barbus anoplus Weber, 1897
- Barbus ansorgii Boulenger, 1904
- Barbus apleurogramma Boulenger, 1911
- Barbus arabicus Trewavas, 1941
- Barbus arambourgi Pellegrin, 1935
- Barbus arcislongae Keilhack, 1908
- Barbus argenteus Günther, 1868
- Barbus aspilus Boulenger, 1907
- Barbus atakorensis Daget, 1957
- Barbus atkinsoni Bailey, 1969
- Barbus atromaculatus Nichols & Griscom, 1917
- Barbus bagbwensis Norman, 1932
- Barbus balcanicus Kotlík, Tsigenopoulos, Ráb & Berrebi, 2002
- Barbus barbulus Heckel, 1847
- Barbus barbus (Linnaeus, 1758) – Barbeel
- Barbus barnardi Jubb, 1965
- Barbus barotseensis Pellegrin, 1920
- Barbus baudoni Boulenger, 1918
- Barbus bawkuensis Hopson, 1965
- Barbus bergi Chichkoff, 1935
- Barbus bifrenatus Fowler, 1935
- Barbus bigornei Lévêque, Teugels & Thys van den Audenaerde, 1988
- Barbus biharicus Antal, László & Kotlík, 2016
- Barbus boboi Schultz, 1942
- Barbus borysthenicus Dybowski, 1862
- Barbus bourdariei Pellegrin, 1928
- Barbus brachygramma Boulenger, 1915
- Barbus brazzai Pellegrin, 1901
- Barbus breviceps Trewavas, 1936
- Barbus brevidorsalis Boulenger, 1915
- Barbus brevilateralis Poll, 1967
- Barbus brevipinnis Jubb, 1966
- Barbus brichardi Poll & Lambert, 1959
- Barbus bynni bynni (Forsskål, 1775)
- Barbus bynni occidentalis Boulenger, 1911
- Barbus bynni waldroni Norman, 1935
- Barbus cadenati Daget, 1962
- Barbus calidus Barnard, 1938
- Barbus callensis Valenciennes, 1842
- Barbus callipterus Boulenger, 1907
- Barbus camptacanthus (Bleeker, 1863)
- Barbus candens Nichols & Griscom, 1917
- Barbus caninus Bonaparte, 1839
- Barbus carcharhinoides Stiassny, 1991
- Barbus carens Boulenger, 1912
- Barbus carottae (Bianco, 1998)
- Barbus carpathicus Kotlík, Tsigenopoulos, Ráb & Berrebi, 2002
- Barbus castrasibutum Fowler, 1936
- Barbus catenarius Poll & Lambert, 1959
- Barbus caudosignatus Poll, 1967
- Barbus cercops Whitehead, 1960
- Barbus chicapaensis Poll, 1967
- Barbus chiumbeensis Pellegrin, 1936
- Barbus chlorotaenia Boulenger, 1911
- Barbus choloensis Norman, 1925
- Barbus ciscaucasicus Kessler, 1877
- Barbus citrinus Boulenger, 1920
- Barbus claudinae De Vos & Thys van den Audenaerde, 1990
- Barbus clauseni Thys van den Audenaerde, 1976
- Barbus collarti Poll, 1945
- Barbus condei Mahnert & Géry, 1982
- Barbus cyclolepis Heckel, 1837
- Barbus cyri De Filippi, 1865
- Barbus dartevellei Poll, 1945
- Barbus deguidei Matthes, 1964
- Barbus deserti Pellegrin, 1909
- Barbus dialonensis Daget, 1962
- Barbus diamouanganai Teugels & Mamonekene, 1992
- Barbus ditinensis Daget, 1962
- Barbus dorsolineatus Trewavas, 1936
- Barbus eburneensis Poll, 1941
- Barbus elephantis Boulenger, 1907
- Barbus ensis Boulenger, 1910
- Barbus ercisianus Karaman, 1971
- Barbus erubescens Skelton, 1974
- Barbus erythrozonus Poll & Lambert, 1959
- Barbus ethiopicus Zolezzi, 1939
- Barbus euboicus Stephanidis, 1950
- Barbus eurystomus Keilhack, 1908
- Barbus eutaenia Boulenger, 1904
- Barbus evansi Fowler, 1930
- Barbus fasciolatus Günther, 1868
- Barbus fasolt Pappenheim, 1914
- Barbus foutensis Lévêque, Teugels & Thys van den Audenaerde, 1988
- Barbus fritschii Günther, 1874
- Barbus fucini Costa, 1853
- Barbus gananensis Vinciguerra, 1895
- Barbus gestetneri Banister & Bailey, 1979
- Barbus girardi Boulenger, 1910
- Barbus goktschaicus Kessler, 1877
- Barbus greenwoodi Poll, 1967
- Barbus gruveli Pellegrin, 1911
- Barbus grypus Heckel, 1843
- Barbus guildi Loiselle, 1973
- Barbus guineensis Pellegrin, 1913
- Barbus guirali Thominot, 1886
- Barbus gulielmi Boulenger, 1910
- Barbus gurneyi Günther, 1868
- Barbus haasi Mertens, 1925
- Barbus haasianus David, 1936
- Barbus harterti Günther, 1901
- Barbus holotaenia Boulenger, 1904
- Barbus hospes Barnard, 1938
- Barbus huguenyi Bigorne & Lévêque, 1993
- Barbus huloti Banister, 1976
- Barbus hulstaerti Poll, 1945
- Barbus humeralis Boulenger, 1902
- Barbus humilis Boulenger, 1902
- Barbus humphri Banister, 1976
- Barbus inaequalis Lévêque, Teugels & Thys van den Audenaerde, 1988
- Barbus innocens Pfeffer, 1896
- Barbus iturii Holly, 1929
- Barbus jacksoni Günther, 1889
- Barbus jae Boulenger, 1903
- Barbus janssensi Poll, 1976
- Barbus jubbi Poll, 1967
- Barbus kamolondoensis Poll, 1938
- Barbus karunensis Khaefi, Esmaeili, Geiger & Eagderi, 2017
- Barbus kerstenii Peters, 1868
- Barbus kessleri (Steindachner, 1866)
- Barbus kissiensis Daget, 1954
- Barbus kubanicus Berg, 1912
- Barbus kuiluensis Pellegrin, 1930
- Barbus lacerta Heckel, 1843
- Barbus lagensis (Günther, 1868)
- Barbus lamani Lönnberg & Rendahl, 1920
- Barbus laticeps Pfeffer, 1889
- Barbus lauzannei Lévêque & Paugy, 1982
- Barbus leonensis Boulenger, 1915
- Barbus leptopogon Schimper, 1834
- Barbus liberiensis Steindachner, 1894
- Barbus lineomaculatus Boulenger, 1903
- Barbus longiceps Valenciennes, 1842
- Barbus longifilis Pellegrin, 1935
- Barbus lornae Ricardo-Bertram, 1943
- Barbus lorteti Sauvage, 1882
- Barbus loveridgii Boulenger, 1916
- Barbus luapulae Fowler, 1958
- Barbus lufukiensis Boulenger, 1917
- Barbus luikae Ricardo, 1939
- Barbus lujae Boulenger, 1913
- Barbus lukindae Boulenger, 1915
- Barbus lukusiensis David & Poll, 1937
- Barbus luluae Fowler, 1930
- Barbus macedonicus Karaman, 1928
- Barbus machadoi Poll, 1967
- Barbus macinensis Daget, 1954
- Barbus macroceps Fowler, 1936
- Barbus macrolepis Pfeffer, 1889
- Barbus macrops Boulenger, 1911
- Barbus macrotaenia Worthington, 1933
- Barbus magdalenae Boulenger, 1906
- Barbus manicensis Pellegrin, 1919
- Barbus mariae Holly, 1929
- Barbus marmoratus David & Poll, 1937
- Barbus martorelli Roman, 1971
- Barbus matthesi Poll & Gosse, 1963
- Barbus mattozi Guimarães, 1884
- Barbus mawambi Pappenheim, 1914
- Barbus mawambiensis Steindachner, 1911
- Barbus mediosquamatus Poll, 1967
- Barbus melanotaenia Stiassny, 1991
- Barbus meridionalis Risso, 1827
- Barbus microbarbis David & Poll, 1937
- Barbus microterolepis Boulenger, 1902
- Barbus miliaris De Filippi, 1863
- Barbus mimus Boulenger, 1912
- Barbus miolepis Boulenger, 1902
- Barbus mirabilis Pappenheim, 1914
- Barbus mocoensis Trewavas, 1936
- Barbus mohasicus Pappenheim, 1914
- Barbus motebensis Steindachner, 1894
- Barbus multilineatus Worthington, 1933
- Barbus musumbi Boulenger, 1910
- Barbus myersi Poll, 1939
- Barbus nanningsi (de Beaufort, 1933)
- Barbus nasus Günther, 1874
- Barbus neefi Greenwood, 1962
- Barbus neglectus Boulenger, 1903
- Barbus neumayeri Fischer, 1884
- Barbus nigeriensis Boulenger, 1903
- Barbus nigrifilis Nichols, 1928
- Barbus nigroluteus Pellegrin, 1930
- Barbus niluferensis Turan, Kottelat & Ekmekçi, 2009
- Barbus niokoloensis Daget, 1959
- Barbus nounensis Van den Bergh & Teugels, 1998
- Barbus nyanzae Whitehead, 1960
- Barbus okae (Fowler, 1949)
- Barbus oligogrammus David, 1937
- Barbus oligolepis Battalgil, 1941
- Barbus olivaceus Seegers, 1996
- Barbus owenae Ricardo-Bertram, 1943
- Barbus oxyrhynchus Pfeffer, 1889
- Barbus pagenstecheri Fischer, 1884
- Barbus pallidus Smith, 1841
- Barbus paludinosus Peters, 1852
- Barbus papilio Banister & Bailey, 1979
- Barbus parablabes Daget, 1957
- Barbus parajae Van den Bergh & Teugels, 1998
- Barbus parawaldroni Lévêque, Thys van den Audenaerde & Traoré, 1987
- Barbus paucisquamatus Pellegrin, 1935
- Barbus pellegrini Poll, 1939
- Barbus peloponnesius Valenciennes, 1842
- Barbus pergamonensis Karaman, 1971
- Barbus perince Rüppell, 1835
- Barbus petchkovskyi Poll, 1967
- Barbus petenyi Heckel, 1852
- Barbus petitjeani Daget, 1962
- Barbus platyrhinus Boulenger, 1900
- Barbus plebejus Bonaparte, 1839
- Barbus pleurogramma Boulenger, 1902
- Barbus pobeguini Pellegrin, 1911
- Barbus poechii Steindachner, 1911
- Barbus prespensis Karaman, 1924
- Barbus prionacanthus Mahnert & Géry, 1982
- Barbus profundus Greenwood, 1970
- Barbus pseudotoppini Seegers, 1996
- Barbus pumilus Boulenger, 1901
- Barbus punctitaeniatus Daget, 1954
- Barbus pygmaeus Poll & Gosse, 1963
- Barbus quadrilineatus David, 1937
- Barbus quadripunctatus Pfeffer, 1896
- Barbus radiatus Peters, 1853
- Barbus raimbaulti Daget, 1962
- Barbus rebeli Koller, 1926
- Barbus reinii Günther, 1874
- Barbus rhinophorus Boulenger, 1910
- Barbus rohani Pellegrin, 1921
- Barbus rosae Boulenger, 1910
- Barbus roussellei Ladiges & Voelker, 1961
- Barbus rouxi Daget, 1961
- Barbus ruasae Pappenheim, 1914
- Barbus rubrostigma Poll & Lambert, 1964
- Barbus sacratus Daget, 1963
- Barbus salessei Pellegrin, 1908
- Barbus samniticus Lorenzoni, Carosi, Quadroni, De Santis, Vanetti, Delmastro & Zaccara, 2021
- Barbus sensitivus Roberts, 2010
- Barbus serengetiensis Farm, 2000
- Barbus serra Peters, 1864
- Barbus sexradiatus Boulenger, 1911
- Barbus seymouri Tweddle & Skelton, 2008
- Barbus somereni Boulenger, 1911
- Barbus sperchiensis Stephanidis, 1950
- Barbus stanleyi Poll & Gosse, 1974
- Barbus stappersii Boulenger, 1915
- Barbus stauchi Daget, 1967
- Barbus stigmasemion Fowler, 1936
- Barbus stigmatopygus Boulenger, 1903
- Barbus strumicae Karaman, 1955
- Barbus subinensis Hopson, 1965
- Barbus sublimus Coad & Najafpour, 1997
- Barbus sublineatus Daget, 1954
- Barbus subquincunciatus Günther, 1868
- Barbus sylvaticus Loiselle & Welcomme, 1971
- Barbus syntrechalepis (Fowler, 1949)
- Barbus taeniopleura Boulenger, 1917
- Barbus taeniurus Boulenger, 1903
- Barbus tanapelagius Graaf, Dejen, Sibbing & Osse, 2000
- Barbus tauricus Kessler, 1877
- Barbus tegulifer Fowler, 1936
- Barbus tetraspilus Pfeffer, 1896
- Barbus tetrastigma Boulenger, 1913
- Barbus teugelsi Bamba, Vreven & Snoeks, 2011
- Barbus thamalakanensis Fowler, 1935
- Barbus thessalus Stephanidis, 1971
- Barbus thysi Trewavas, 1974
- Barbus tiekoroi Lévêque, Teugels & Thys van den Audenaerde, 1987
- Barbus tomiensis Fowler, 1936
- Barbus tongaensis Rendahl, 1935
- Barbus toppini Boulenger, 1916
- Barbus trachypterus Boulenger, 1915
- Barbus traorei Lévêque, Teugels & Thys van den Audenaerde, 1987
- Barbus treurensis Groenewald, 1958
- Barbus trevelyani Günther, 1877
- Barbus trimaculatus Peters, 1852
- Barbus trinotatus Fowler, 1936
- Barbus trispiloides Lévêque, Teugels & Thys van den Audenaerde, 1987
- Barbus trispilomimus Boulenger, 1907
- Barbus trispilopleura Boulenger, 1902
- Barbus trispilos (Bleeker, 1863)
- Barbus tropidolepis Boulenger, 1900
- Barbus turkanae Hopson & Hopson, 1982
- Barbus tyberinus Bonaparte, 1839
- Barbus unitaeniatus Günther, 1866
- Barbus urostigma Boulenger, 1917
- Barbus urotaenia Boulenger, 1913
- Barbus usambarae Lönnberg, 1907
- Barbus vanderysti Poll, 1945
- Barbus venustus Bailey, 1980
- Barbus viktorianus Lohberger, 1929
- Barbus viviparus Weber, 1897
- Barbus waleckii Rolik, 1970
- Barbus walkeri Boulenger, 1904
- Barbus wellmani Boulenger, 1911
- Barbus wurtzi Pellegrin, 1908
- Barbus yeiensis Johnsen, 1926
- Barbus yongei Whitehead, 1960
- Barbus zalbiensis Blache & Miton, 1960
- Barbus zanzibaricus Peters, 1868

Aaptosyax · Abbottina · Abramis · Acanthalburnus · Acanthobrama · Acanthogobio · Acanthorhodeus · Acapoeta · Acheilognathus · Acrocheilus · Acrossocheilus · Agosia · Albulichthys · Alburnoides · Alburnus · Algansea · Amblypharyngodon · Anabarilius · Anaecypris · Ancherythroculter · Aphyocypris · Aspidoparia · Aspiolucius · Aspiorhynchus · Aspius · Atrilinea · Aulopyge · Aztecula · Balantiocheilos · Bangana · Barbichthys · Barbodes · Barboides · Barbonymus · Barbopsis · Barbus · Barilius · Belligobio · Biwia · Blicca · Boraras · Caecobarbus · Caecocypris · Campostoma · Candidia · Capoeta · Capoetobrama · Carassioides · Carasobarbus · Carassius · Catla · Catlocarpio · Cephalakompsus · Chagunius · Chalcalburnus · Chanodichthys · Chela · Chelaetiops · Chondrostoma · Chuanchia · Cirrhinus · Clinostomus · Coptostomabarbus · Coreius · Coreoleuciscus · Cosmochilus · Couesius · Crossocheilus · Ctenopharyngodon · Culter · Cultrichthys · Cyclocheilichthys · Cyprinella · Cyprinion · Cyprinus · Danio · Danionella · Delminichthys · Devario · Dionda · Diptychus · Discherodontus · Discogobio · Distoechodon · Eirmotus · Elopichthys · Engraulicypris · Epalzeorhynchos · Eremichthys · Erimystax · Erythroculter · Esomus · Eupallasella · Evarra · Exoglossum · Folifer · Garra · Gila · Gnathopogon · Gobio · Gobiobotia · Gobiocypris · Gymnocypris · Gymnodanio · Gymnodiptychus · Gymnostomus · Hainania · Hampala · Hemibarbus · Hemiculter · Hemiculterella · Hemigrammocapoeta · Hemigrammocypris · Hemitremia · Henicorhynchus · Herzensteinia · Hesperoleucus · Horadandia · Horalabiosa · Huigobio · Hybopsis · Hybognathus · Hypophthalmichthys · Hypselobarbus · Hypsibarbus · Iberocypris · Inlecypris · Iotichthys · Iranocypris · Ischikauia · Kalimantania · Kosswigobarbus · Labeo · Labeobarbus · Ladigesocypris · Ladislavia · Lagowskiella · Laocypris · Lavinia · Lepidomeda · Lepidopygopsis · Leptobarbus · Leptocypris · Leucalburnus · Leucaspius · Leuciscus · Linichthys · Lobocheilos · Longiculter · Luciobarbus · Luciobrama · Luciocyprinus · Luciosoma · Luxilus · Lythrurus · Macrhybopsis · Macrochirichthys · Mandibularca · Margariscus · Meda · Megalobrama · Megarasbora · Mekongina · Messinobarbus · Mesobola · Mesogobio · Metzia · Microphysogobio · Microrasbora · Moapa · Mylocheilus · Mylopharodon · Mylopharyngodon · Mystacoleucus · Naziritor · Nematabramis · Neobarynotus · Neobola · Neolissochilus · Nicholsicypris · Nocomis · Notemigonus · Notropis · Ochetobius · Onychostoma · Opsaridium · Opsariichtys · Opsarius · Opsopoeodus · Oregonichthys · Oreichthys · Oreoleuciscus · Orthodon · Ospatulus · Osteobrama · Osteochilichthys · Osteochilus · Oxygaster · Oxygymnocypris · Pachychilon · Paedocypris · Parabramis · Paracanthobrama · Paracheilognathus · Parachela · Paracrossochilus · Paralaubuca · Parapsilorhynchus · Pararasbora · Pararhinichthys · Parasinilabeo · Paraspinibarbus · Parator · Parazacco · Pectenocypris · Pelecus · Percocypris · Petroleuciscus · Phenacobius · Phoxinellus · Phoxinus · Phreatichthys · Pimephalis · Placocheilus · Placogobio · Plagiognathops · Plagopterus · Platygobio · Platypharodon · Platysmacheilus · Pogobrama · Pogonichthys · Pogonocharax · Poropuntius · Porotergus · Probarbus · Procypris · Prolabeo · Prolabeops · Pseudaspius · Pseudobarbus · Pseudobrama · Pseudogobio · Pseudohemiculter · Pseudolaubuca · Pseudophoxinus · Pseudopungtungia · Pseudorasbora · Pteronotropis · Ptychidio · Ptychobarbus · Ptychocheilus · Pungtungia · Puntioplites · Puntius · Racoma · Raiamas · Rasbora · Rasborichthys · Rasborinus · Rastrineobola · Rectoris · Relictus · Rhinichthys · Rhinogobio · Rhodeus · Rhynchocypris · Richardsonius · Rohtee · Rohteichthys · Romanogobio · Rostrogobio · Rutilus · Salmophasia · Salmostoma · Sanagia · Sarcocheilichthys · Saurogobio · Sawbwa · Scaphesthes · Scaphiodonichthys · Scaphognathops · Scardinius · Schismatorhynchos · Schizocypris · Schizopyge · Schizopygopsis · Schizothoraichthys · Schizothorax · Securicula · Semilabeo · Semiplotus · Semotilus · Sikukia · Sinibrama · Sinilabeo · Sinocrossocheilus · Sinocyclocheilus · Snyderichthys · Spinibarbus · Squalidus · Squaliobarbus · Squalius · Stypodon · Sundadanio · Systomus · Tanakia · Tanichthys · Telestes · Thryssocypris · Thynnichthys · Tinca · Tor · Toxabramis · Tribolodon · Trigonostigma · Troglocyclocheilus · Tropidophoxinellus · Typhlobarbus · Typhlogarra · Vimba · Xenobarbus · Xenocyprioides · Xenocypris · Xenophysogobio · Yaoshanicus · Yuriria · Zacco